# حملة شبه جزيرة هوان
تُشير حملة شبه جزيرة هوان إلى سلسلة من المعارك التي دارت في شمال شرق بابوا غينيا الجديدة بين الأعوام 1943 – 1944 خلال الحرب العالمية الثانية. مثّلت الحملةُ المرحلةَ الأولى من الهجوم الذي شنه الحلفاء في المحيط الهادي مع أواخر العام 1943، والذي أدّى إلى دحر اليابانيين شمالًا من مدينة لاي حتى بلدة سيو على الساحل الشمالي لغينيا الجديدة ضمن فترة أربعة أشهر. حظي الأستراليون بميزة كُبرى بفضل التفوق التكنولوجي الذي أتاحتْه صناعة الحلفاء مقابل اليابانيين في تلك المرحلة من الحرب، في حين كُبّل اليابانيون بسبب نقص الإمدادات والتعزيزات الناجمة عن الحصار الذي فرضه الحلفاء عليهم في البحر وفي الجو.
سبقَ الحملةَ إنزالٌ برمائي نفّذته قوات من الفرقة الأسترالية التاسعة شرق مدينة لاي في 4 سبتمبر 1943. تلا ذلك زحفٌ غربًا على طول الساحل باتجاه لاي حيث كان من المقرر أن تلتقي قوات الفرقة التاسعة مع الفرقة السابعة القادمة من نادزاب. بالتزامن مع ذلك، شنت القوات الأسترالية والأمريكية هجمات مضلّلة حول سالاماوا. أعاقت الأمطار الغزيرة والفيضانات تقدُّم الفرقة التاسعة، والتي اضطرت لعبور عدة أنهار على طول الطريق. ودافعت قوات حماية مؤخرة الجيش اليابانية دفاعًا شرسًا، ونتيجة لذلك، لم تسقط مدينة لاي حتى 16 سبتمبر، عندما دخلتها قوات الفرقة السابعة قبل الفرقة التاسعة، وفَرّ القسم الرئيسي للقوات اليابانية شمالًا. بعد أقل من أسبوع، بدأت حملة شبه جزيرة هوان، إذ نفّذ الأستراليون إنزالًا برمائيًا آخر في الشرق، بهدف الاستيلاء على فينشهافن.
بعد الإنزال في سكارليت بيتش، شرع الحلفاء في التحرك جنوبًا لتأمين فينشاهافن، والتي شهدت قتالًا حول جيفيفانيغ كذلك. في منتصف أكتوبر، شن اليابانيون هجومًا مضادًا ضد المرابط الأسترالية حول سكارليت بيتش، ودام الهجومُ لمدة أسبوع تقريبًا، وأسفر عن تراجع بسيطٍ للخطوط الأسترالية وانقسام قوتهم الرئيسية قبل صدّ الهجوم الياباني. بعد ذلك، استردّ الأستراليون زمام المبادرة، وبدأوا بمطاردة اليابانيين الذين انسحبوا إلى المناطق الداخلية نحو الأراضي المرتفعة في محيط قرية ساتيلبيرغ. بعد قتال عنيفٍ وهجوم مضاد ياباني ثانٍ فاشل، نجح الأستراليون في تأمين ساتيلبيرغ في أواخر نوفمبر وتقدموا في المنطقة نحو الشمال لتأمين الخط الواصل بين واريو وغوسيكا. تمّ لهم ذلك مع أوائل ديسمبر، وأعقبه تقدم القوات الأسترالية على طول الساحل عبر لاكونا إلى فورتيفكيشن بوينت، وهزموا القوات اليابانية القوية التي كانت تقاتل لتأخير تقدم الأستراليين.
شهدت المرحلة الأخيرة من الحملة انكسار المقاومة اليابانية في نهاية الأمر. أعقب ذلك تقدم سريع للأستراليين على طول الساحل الشمالي لشبه الجزيرة، وفي يناير 1944 استولوا على بلدة سيو. في غضون ذلك، نزلت القوات الأمريكية في سايدور. بعد ذلك، نفذت قوات الحلفاء عمليات التمشيط حول سيو حتى شهر مارس، واستولوا على مادانغ في أبريل. ساد الهدوء لفترة في شمال غينيا الجديدة حتى شهر يوليو عندما اشتبكت القوات الأمريكية مع اليابانيين حول نهر درينيومور. ثم اشتدت وتيرة القتال في نوفمبر 1944 عندما نفّذ الأستراليون حملة جديدة في أيتابي-ويواك.

## خلفية الحملة

### السمات الجغرافية
تقع شبه جزيرة هوان على الساحل الشمالي الشرقي لبابوا غينيا الجديدة، وتمتد من مدينة لاي في الجنوب على خليج هوان إلى سيو في الشمال على طول مضيق فيتياز. على طول الساحل، بين هاتين النقطتين، تشقّ العديد من الأنهار والجداول تضاريسها. ومن أبرز هذه الأنهار أنهار سونغ، وبومي، وماب. تتدفق هذه الممرات المائية من المناطق الجبلية الداخلية والتي تَشكلت عبر تكتّل سلسلة جبال رولنسون في الجنوب مع جبال كرومويل في الشرق. تلتقي هذه الجبال في قلب شبه الجزيرة وتُشكّل سلسلة جبال سارواغيد الصخرية، التي تلتقي بسلسلة جبال فينيستر نحو الغرب. في وقت الحملة، اتسمت تضاريس الشريط الساحلي بكونها مسطحة سلسة، إنما كانت باقي المنطقة مغطاة بأدغال كثيفة، لم يكن بها سوى عدد قليل من المسارات. كانت التضاريس وعرة، ولم تصلح غالب المسارات للنقل بالسيارات، حتى تولّى المهندسون أمرها. ونتيجة لذلك طوال الحملة، نُقلت الغالبية العظمى إمدادات الحلفاء سيرًا على الأقدام.
خلال عملية التخطيط، حدد الحلفاء ثلاث مناطق باعتبارها تضاريس رئيسية وحاسمة في المنطقة: الشاطئ إلى الشمال من كاتيكا، والذي أطلق عليه الحلفاء لاحقًا اسم الرمزي «القرمزي»، وقمة ساتيلبيرغ التي يبلغ ارتفاعها 3,150 قدمًا (960 مترًا) والتي تقع على بُعد 5 أميال (8 كيلو متر) إلى الجنوب الغربي، والتي كشفت المنطقة بسبب ارتفاعها، وفينشاهفن، ذات المطار الصغير الواقع على الساحل في خليج يوفر منشآت ميناء تتمتع بالحماية 5.6 أميال (9 كيلو متر) جنوب الشاطئ القرمزي. اعتبر اليابانيون كذلك ساتيلبيرغ وفينشهافن من المناطق الاستراتيجية. بالإضافة إلى تلك المناطق، حددوا أهمية سلسلة جبلية تمتد بين قرية غوسيكا على الساحل، على بعد حوالي 3.4 أميال (5.5 كيلو متر) شمال كاتيكا، وواريو 4.66 أميال (7.5 كيلو متر) في الداخل ناحية الغرب. تكمن أهمية تلك السلسلة الجبلية في المسار الذي يمتد بالتوازي معها، والذي استخدمه اليابانيون لإعادة إمداد قواتهم حول ساتيلبيرغ. كما أنها وفّرت حاجزًا طبيعيًا ضدّ أي تقدم إلى الشمال من فينشهافن، مما جعلها خطًا دفاعيًا محتملًا.

### الوضع العسكري
بحلول العام 1943، كانت التحركات اليابانية التوسعية في منطقة جنوب غرب المحيط الهادي قد توقفت. وأُوقِف تقدمهم في بابوا غينيا الجديدة في العام السابق بسبب عمليات الاعتراض التي خاضتها القوات الأسترالية على طول طريق كوكودا. أجبرت الهزائم اللاحقة في معركة خليج ميلن، ومعركة بونا-غونا، ومعركة واو، ومعركة غوادالكانال أجبرت اليابانيين على اتخاذ وضعية الدفاع. نتيجة لتلك الانتصارات، تمكن الحلفاء من الأخذ بزمام المبادرة في المنطقة في منتصف العام 1943، وبدأوا في وضع الخطط للاستمرار في دحر اليابانيين إلى غينيا الجديدة.
بدأ واضعو خطط الحلفاء في رسم خطط المسار المستقبلي للقتال في نطاق أوسع في المحيط الهادي مع التركيز على استعادة الفلبين وفي نهاية المطاف الاستيلاء على الأرخبيل الياباني. تمثّلت الدعامة الرئيسية للقوة العسكرية اليابانية في المنطقة في قاعدتهم الرئيسية في رابول. وهكذا، أصبح تحييد هذه القاعدة بالنسبة للحلفاء عاملًا رئيسيًا للنجاح في منطقة جنوب غرب المحيط الهادي، وتجلّى ذلك رسميًا في عملية كارتويل.
من أجل تحقيق ذلك، احتاج الحلفاء عددًا من القواعد الجوية في المنطقة. لذا، أمر كبار قادة الحلفاء، بمن في ذلك الجنرال دوغلاس ماكارثر، بتأمين قاعدتين جويتين: واحدة في مدينة لاي والأخرى في فينشهافن. واعتُبر أن الاستيلاء على لاي من شأنه أن يوفر للحلفاء ميناءً لإعادة إمداد نادزاب وتسهيل العمليات في وادي ماركام. كانت السيطرة على فينشاهفن، وشبه جزيرة هوان بشكل عام، خطوةً مبدئية مهمة لبدء العمليات في بريطانيا الجديدة ممّا يوفر ميناءً طبيعيًا، ويسهّل السيطرة على مضيقيّ فيتياز ودامبير لِما لهما من أهمية إستراتيجية.